# Natação no Campeonato Europeu de Esportes Aquáticos de 2018 - 4x100 m livre masculino
A prova do revezamento 4x100 metros livre masculino da natação no Campeonato Europeu de Esportes Aquáticos de 2018 ocorreu no dia 3 de agosto no Tollcross International Swimming Centre, em Glasgow no Reino Unido. 

## Calendário
| Fase          | Data        | Hora  |
| ------------- | ----------- | ----- |
| Eliminatórias | 3 de agosto | 11:12 |
| Final         | 3 de agosto | 18:10 |

Todos os horários estão no horário local (UTC+0)

## Recordes
Antes desta competição, os recordes eram os seguintes:
|                       | Nacionalidade  | Tempo   | Local  | Data                 |
| --------------------- | -------------- | ------- | ------ | -------------------- |
| Recorde mundial       | Estados Unidos | 3:08.24 | Pequim | 11 de agosto de 2008 |
| Recorde europeu       | França         | 3:08.32 | Pequim | 11 de agosto de 2008 |
| Recorde do campeonato | França         | 3:11.64 | Berlim | 18 de agosto de 2014 |

## Medalhistas
| Ouro | Prata                                                                       | Bronze                                                                                    |
| Rússia · Evgeny Rylov · Danila Izotov · Vladimir Morozov · Kliment Kolesnikov · Vladislav Grinev* · Ivan Kuzmenko* · Sergey Fesikov* · Andrey Zhilkin* | Itália · Luca Dotto · Ivano Vendrame · Lorenzo Zazzeri · Alessandro Miressi | Polónia · Jan Świtkowski · Konrad Czerniak · Jakub Kraska · Kacper Majchrzak · Jan Hołub* |

*Atletas que competiram apenas nas baterias e receberam medalhas

## Resultados

### Eliminatórias
Esses foram os resultados das eliminatórias. 
| Pos. | Bateria | Raia | Nacionalidade | Nadadores | Tempo   | Notas |
| ---- | ------- | ---- | ------------- | --- | ------- | ----- |
| 1    | 1       | 3    | Itália        | Luca Dotto (48.88) Ivano Vendrame (49.16) Lorenzo Zazzeri (48.59) Alessandro Miressi (48.66)                        | 3:15.29 | Q     |
| 2    | 2       | 7    | Polónia       | Konrad Czerniak (49.14) Jan Hołub (49.05) Jakub Kraska (48.77) Jan Świtkowski (48.49)                               | 3:15.45 | Q     |
| 3    | 1       | 1    | Hungria       | Dominik Kozma (49.45) Nándor Németh (48.32) Péter Holoda (48.95) Richárd Bohus (48.83)                              | 3:15.55 | Q     |
| 4    | 1       | 4    | Rússia        | Vladislav Grinev (48.67) Ivan Kuzmenko (49.55) Sergey Fesikov (48.28) Andrey Zhilkin (49.27)                        | 3:15.77 | Q     |
| 5    | 2       | 6    | Sérvia        | Velimir Stjepanović (49.28) Uroš Nikolić (48.82) Andrej Barna (49.11) Ivan Lenđer (48.69)                           | 3:15.90 | Q     |
| 6    | 2       | 0    | Países Baixos | Stan Pijnenburg (49.34) Nyls Korstanje (49.10) Kyle Stolk (49.07) Jesse Puts (49.27)                                | 3:16.78 | Q     |
| 7    | 2       | 1    | Alemanha      | Damian Wierling (48.95) Marius Kusch (49.24) Peter Varjasi (49.48) Christoph Fildebrandt (49.12)                    | 3:16.79 | Q     |
| 8    | 2       | 8    | Grécia        | Andreas Vazaios (49.58) Kristian Golomeev (48.04) Odysseus Meladinis (49.77) Apostolos Christou (49.49)             | 3:16.88 | Q     |
| 9    | 2       | 9    | França        | Clément Mignon (50.07) Maxime Grousset (48.89) Jordan Pothain (49.93) Mehdy Metella (48.26)                         | 3:17.15 |       |
| 10   | 2       | 4    | Reino Unido   | Calum Jarvis (49.68) Craig McLean (49.41) David Cumberlidge (49.83) James Guy (48.39)                               | 3:17.31 |       |
| 10   | 2       | 2    | Suécia        | Robin Hanson (49.72) Christoffer Carlsen (48.73) Björn Seeliger (49.44) Isak Eliasson (49.42)                       | 3:17.31 |       |
| 12   | 1       | 2    | Irlanda       | Shane Ryan (49.05) David Thompson (49.63) Jordan Sloan (49.13) Robert Powell (49.74)                                | 3:17.55 |       |
| 13   | 2       | 5    | Lituânia      | Danas Rapšys (49.21) Simonas Bilis (48.62) Deividas Margevičius (50.25) Tomas Sungaila (49.80)                      | 3:17.88 |       |
| 14   | 1       | 6    | Bélgica       | Sebastien De Meulemeester (50.31) Emmanuel Vanluchene (49.25) Valentin Borisavljevic (49.94) Jasper Aerents (48.86) | 3:18.36 |       |
| 15   | 2       | 3    | Áustria       | Bernhard Reitshammer (50.26) Robin Gruenberger (49.78) Heiko Gigler (49.64) Alexander Trampitsch (49.23)            | 3:18.91 |       |
| 16   | 1       | 7    | Israel        | Meiron Cheruti (49.94) Denis Loktev (49.85) Ziv Kalontarov (50.19) David Gamburg (49.42)                            | 3:19.40 |       |
| 17   | 1       | 8    | Turquia       | Yalım Acımış (50.58) Doğa Çelik (49.93) İskender Baslakov (49.89) Kemal Arda Gürdal (49.88)                         | 3:20.28 |       |
| 18   | 1       | 5    | Bielorrússia  | Viktar Krasochka (50.45) Mikita Tsmyh (50.19) Viktar Staselovich (50.36) Anton Latkin (50.35)                       | 3:21.35 |       |
| —    | 1       | 0    | Estónia       | Nikita Tsernosev (51.83) Kregor Zirk (49.79) Andri Aedma (51.12) Marko-Matteus Langel ()                            | DSQ     | DSQ   |

### Final
Esse foi o resultado da final. 
| Pos.              | Raia | Nacionalidade | Nadadores                                                                                               | Tempo   | Notas            |
| ----------------- | ---- | ------------- | --- | ------- | ---------------- |
| Medalha de ouro   | 6    | Rússia        | Evgeny Rylov (48.62) Danila Izotov (48.61) Vladimir Morozov (47.61) Kliment Kolesnikov (47.39)          | 3:12.23 |                  |
| Medalha de prata  | 4    | Itália        | Luca Dotto (48.63) Ivano Vendrame (48.73) Lorenzo Zazzeri (48.55) Alessandro Miressi (46.99)            | 3:12.90 |                  |
| Medalha de bronze | 5    | Polónia       | Jan Świtkowski (48.68) Konrad Czerniak (49.04) Jakub Kraska (48.07) Kacper Majchrzak (48.41)            | 3:14.20 |                  |
| 4                 | 3    | Hungria       | Nándor Németh (48.61) Dominik Kozma (48.63) Péter Holoda (48.62) Richárd Bohus (48.65)                  | 3:14.51 |                  |
| 5                 | 8    | Grécia        | Andreas Vazaios (49.13) Apostolos Christou (48.75) Odysseus Meladinis (49.13) Kristian Golomeev (47.51) | 3:14.52 |                  |
| 6                 | 7    | Países Baixos | Nyls Korstanje (48.87) Kyle Stolk (48.69) Jesse Puts (48.90) Stan Pijnenburg (48.14)                    | 3:14.60 |                  |
| 7                 | 1    | Alemanha      | Damian Wierling (48.61) Marius Kusch (48.59) Peter Varjasi (49.17) Christoph Fildebrandt (48.75)        | 3:15.12 |                  |
| 8                 | 2    | Sérvia        | Velimir Stjepanović (49.03) Uroš Nikolić (48.62) Andrej Barna (48.78) Ivan Lenđer (48.73)               | 3:15.16 | Recorde nacional |

Legenda
| Recorde mundial       | Recorde mundial (World record)               |                       | Recorde africano                      | Recorde africano (African) |                                           | Q | Classificado por posição (Qualified) |
| Recorde do campeonato | Recorde do campeonato (Championship record)  | Recorde da América    | Recorde da América (Americas)         | q                          | Classificado por melhor tempo (Qualified) |   |                                      |
| Melhor marca do ano   | Melhor marca do ano (World leading)          | Recorde asiático      | Recorde asiático (Asian)              | DNS                        | Não largou (Did not start)                |   |                                      |
| Recorde nacional      | Recorde nacional (National record)           | Recorde europeu       | Recorde europeu (European)            | DNF                        | Não terminou (Did not finish)             |   |                                      |
| Recorde pessoal       | Recorde pessoal do atleta (Personal best)    | Recorde da Oceania    | Recorde da Oceania (Oceania)          | DSQ / DQ                   | Desclassificado (Disqualified)            |   |                                      |
| Recorde da temporada  | Recorde da temporada do atleta (Season best) | Recorde sul-americano | Recorde sul-americano (South America) | NM                         | Sem marca (No mark)                       |   |                                      |